# Region Ayacucho
Region Ayacucho – jeden z 25 regionów w Peru. Stolicą jest Ayacucho. W latach 600-1100 na obszarze współczesnego regionu rozwinęła się kultura Huari. W latach 80. XX wieku region był miejscem najcięższych walk z partyzantką Świetlistego Szlaku.
30 sierpnia 2005 roku przeprowadzono referendum w sprawie połączenia regionu z regionami Ica oraz Huancavelica oraz utworzenia nowego regionu Ica-Ayacucho-Huancavelica. Ze względu na negatywny wynik referendum zrezygnowano jednak z tego projektu.

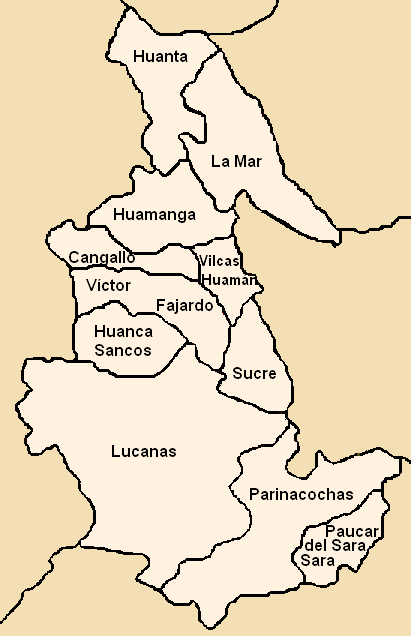
Prowincje Regionu Ayacucho

## Podział administracyjny regionu
Region Ayacucho  podzielony jest na jedenaście prowincji, które obejmują 111 dystrykty.
| Prowincja            | Stolica prowincji | Liczba dystryktów | UBIGEO |
| -------------------- | ----------------- | ----------------- | ------ |
| Huamanga             | Ayacucho          | 15                | 0501   |
| Cangallo             | Cangallo          | 6                 | 0502   |
| Huanca Sancos        | Huanca Sancos     | 4                 | 0503   |
| Huanta               | Huanta            | 8                 | 0504   |
| La Mar               | San Miguel        | 8                 | 0505   |
| Lucanas              | Puquio            | 21                | 0506   |
| Parinacochas         | Coracora          | 8                 | 0507   |
| Páucar del Sara Sara | Pausa             | 10                | 0508   |
| Sucre                | Querobamba        | 11                | 0509   |
| Víctor Fajardo       | Huancapi          | 12                | 0510   |
| Vilcas Huamán        | Vilcas Huamán     | 8                 | 0511   |